# 威廉·坦普尔
恩斯特·威廉·莱贝雷希特·坦普尔（德語：Ernst Wilhelm Leberecht Tempel，1821年12月4日—1889年3月16日），又译滕佩尔，出生於德國下庫內爾斯多夫，著名天文學家。

## 生平
他於馬賽工作，直至1870年普法戰爭爆發，他便移居意大利。

## 科學發現
他曾發現多顆彗星，單獨及共同發現21顆，包括55P/坦普爾-塔特爾——即獅子座流星雨的母體，以及9P/坦普爾1——美國太空總署深度撞擊任務的目標。此外還有10P/坦普爾及11P/坦普爾-斯威特-林尼爾。
為了紀念他，小行星3808、月球上的一個環形山皆以他來命名。
| 小行星64 | 1861年3月4日  |
| 小行星65 | 1861年3月8日  |
| 小行星74 | 1862年8月29日 |
| 小行星81 | 1864年9月30日 |
| 小行星97 | 1868年2月17日 |